# Paraclius
Paraclius är ett släkte av tvåvingar. Paraclius ingår i familjen styltflugor.

## Dottertaxa tillParaclius, i alfabetisk ordning[1]
- Paraclius abbreviatus
- Paraclius aberrans
- Paraclius acutatus
- Paraclius acuticornis
- Paraclius adligatus
- Paraclius afer
- Paraclius affinis
- Paraclius afromaculatus
- Paraclius albimanus
- Paraclius albisignatus
- Paraclius albodivisus
- Paraclius alternans
- Paraclius amazonae
- Paraclius angusticauda
- Paraclius angustipennis
- Paraclius apicalis
- Paraclius arcuatus
- Paraclius argentatus
- Paraclius argenteus
- Paraclius asiobates
- Paraclius atricornis
- Paraclius australiensis
- Paraclius basiflavus
- Paraclius bequaerti
- Paraclius brevicornis
- Paraclius brevimanus
- Paraclius breviventris
- Paraclius capensis
- Paraclius caudatus
- Paraclius cilipes
- Paraclius claviculatus
- Paraclius consors
- Paraclius coxalis
- Paraclius crassatus
- Paraclius curvispinus
- Paraclius darwini
- Paraclius desenderi
- Paraclius difficilis
- Paraclius digitatus
- Paraclius discifer
- Paraclius discophorus
- Paraclius dominicensis
- Paraclius dorsalis
- Paraclius edwardsi
- Paraclius electus
- Paraclius elongatus
- Paraclius emeiensis
- Paraclius eximius
- Paraclius femoratus
- Paraclius filifer
- Paraclius flagellatus
- Paraclius flavicauda
- Paraclius flavipes
- Paraclius funditor
- Paraclius furcatus
- Paraclius fuscinervis
- Paraclius germanus
- Paraclius grootaerti
- Paraclius hebes
- Paraclius hybridus
- Paraclius incisus
- Paraclius interductus
- Paraclius keiferi
- Paraclius kovasci
- Paraclius laevis
- Paraclius latifacies
- Paraclius latipennis
- Paraclius leucopilus
- Paraclius longicercus
- Paraclius longicornis
- Paraclius longicornutus
- Paraclius longus
- Paraclius luculentus
- Paraclius maculatus
- Paraclius maculifer
- Paraclius magnicornis
- Paraclius maranguensis
- Paraclius maritimus
- Paraclius megalocerus
- Paraclius menglunensis
- Paraclius microproctus
- Paraclius micropygus
- Paraclius minutus
- Paraclius mixtus
- Paraclius modestus
- Paraclius nebulo
- Paraclius neglectus
- Paraclius ngarukaensis
- Paraclius nigrocaudatus
- Paraclius nigroterminalis
- Paraclius nudus
- Paraclius obscurus
- Paraclius obtus
- Paraclius obtusus
- Paraclius oedipus
- Paraclius opulentus
- Paraclius ornatipes
- Paraclius ovatus
- Paraclius paraguayensis
- Paraclius parvulus
- Paraclius pavo
- Paraclius pendleburyi
- Paraclius peruanus
- Paraclius pictipes
- Paraclius pilosellus
- Paraclius pinguis
- Paraclius planitarsis
- Paraclius plumicornis
- Paraclius polychaetus
- Paraclius praedicans
- Paraclius propinquus
- Paraclius provectus
- Paraclius pumilio
- Paraclius quadrimaculatus
- Paraclius quadrinotatus
- Paraclius regularis
- Paraclius sarcionoides
- Paraclius scutopilosus
- Paraclius septentrionalis
- Paraclius serratus
- Paraclius serrulatus
- Paraclius setifemotatus
- Paraclius sexmaculatus
- Paraclius siamensis
- Paraclius simplex
- Paraclius sinensis
- Paraclius singaporensis
- Paraclius solivagus
- Paraclius sordidus
- Paraclius spinuliger
- Paraclius stipiatus
- Paraclius strictifacies
- Paraclius stylatus
- Paraclius subarcuatus
- Paraclius subincisus
- Paraclius taiwanensis
- Paraclius tenuinervis
- Paraclius trisetosus
- Paraclius utahensis
- Paraclius vadoni
- Paraclius venustus
- Paraclius vicarius
- Paraclius viridus
- Paraclius xanthocercus
- Paraclius yongpinganus
- Paraclius yunnanensis
- Paraclius zonatus